# Neottiella
Neottiella is een geslacht van schimmels uit de familie Pyronemataceae.

## Soorten
Volgens Index Fungorum telt het geslacht 21 soorten (peildatum maart 2022):
| Soortnaam                                     | Auteur(s)                            | Publicatiejaar |
| --------------------------------------------- | ------------------------------------ | -------------- |
| Neottiella albocincta (Rimpelmosbekertje)     | (Berk. & M.A. Curtis) Sacc.          | 1889           |
| Neottiella albotecta                          | (Berk. & M.A. Curtis) Sacc.          | 1889           |
| Neottiella aphanodictyon                      | (Kobayasi) Dissing, Korf & Sivertsen | 1983           |
| Neottiella argentina                          | Speg.                                | 1898           |
| Neottiella carneorufa                         | (Mart.) Boud.                        | 1907           |
| Neottiella crozalsiana                        | Grelet                               | 1925           |
| Neottiella gigaspora                          | M. Zeng, Q. Zhao & K.D. Hyde         | 2020           |
| Neottiella hetieri (Gladsporig mosbekertje)   | Boud.                                | 1896           |
| Neottiella hoehneliana                        | Rehm                                 | 1906           |
| Neottiella ithacaensis (Brandplekmosschijfje) | (Rehm) Schweers                      | 1946           |
| Neottiella leucoloma                          | (Hedw.) Massee                       | 1895           |
| Neottiella macrospora                         | (Clem.) Sacc. & D. Sacc.             | 1906           |
| Neottiella microspora                         | Cooke & Massee                       | 1893           |
| Neottiella notarisii                          | Sacc.                                | 1889           |
| Neottiella ricciicola                         | (Corda) Racov.                       | 1942           |
| Neottiella rutilans (Oranje mosbekertje)      | (Fr.) Dennis                         | 1960           |
| Neottiella sericeovillosa                     | Rehm                                 | 1908           |
| Neottiella sparsipila                         | (P. Karst.) Sacc.                    | 1895           |
| Neottiella trabutiana                         | Pat.                                 | 1905           |
| Neottiella vitellina                          | Rostr.                               | 1891           |
| Neottiella vivida (Wratsporig mosbekertje)    | (Nyl.) Dennis                        | 1960           |